# UNESCO

Hoofdkantoor UNESCO in Parijs

De Organisatie der Verenigde Naties voor Onderwijs, Wetenschap en Cultuur (United Nations Educational, Scientific and Cultural Organization, UNESCO) is een gespecialiseerde organisatie van de Verenigde Naties met als missie het bijdragen aan de vredesopbouw, armoedebestrijding, duurzame ontwikkeling en interculturele dialoog door onderwijs, wetenschap, cultuur en communicatie. UNESCO is opgericht op 16 november 1945 en haar hoofdkantoor staat in Parijs.

## Geschiedenis

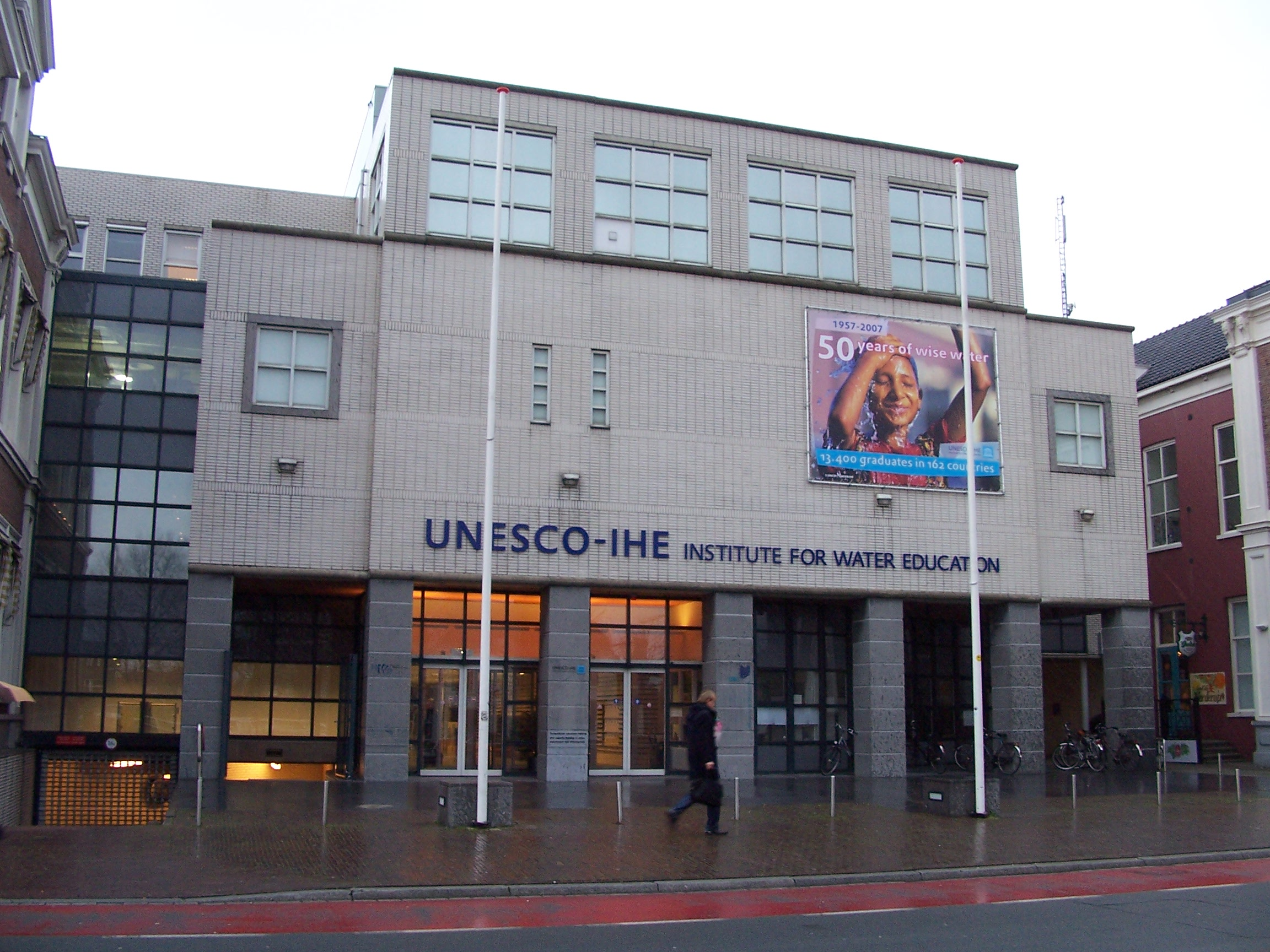
IHE Delft Institute for Water Education in Delft

- Op 16 november 1945 ondertekenen vertegenwoordigers van 37 landen in Londen de constitutie van UNESCO, die in werking treedt op 4 november 1946, na ratificatie door 20 ondertekenende landen. Twee jaar later beveelt UNESCO haar lidstaten aan om gratis basisonderwijs verplicht en universeel te maken. De Co-ordinating Committee for International Voluntary Service (CCIVS) wordt opgericht, met onder andere het doel om internationale samenwerking en intercultureel begrip te bevorderen door middel van internationale vrijwilligersprojecten.
- In 1952 wordt een intergouvernementele conferentie door UNESCO bijeengeroepen die de Universele Conventie inzake Auteursrecht aanneemt. In de decennia na de Tweede Wereldoorlog beschermde deze Conventie het auteursrecht van de vele staten die toen geen partij waren bij de Conventie van Bern ter Bescherming van Literaire en Kunstwerken (1886).
- 1956: De Republiek van Zuid-Afrika trekt zich terug uit UNESCO met als reden dat sommige UNESCO-publicaties neerkomen op 'inmenging in de rassenproblemen' van dat land. In 1994 keert men terug onder leiding van Nelson Mandela.
- 1958: Ingebruikname van het UNESCO-hoofdkwartier te Parijs, ontworpen door Marcel Breuer (Verenigde Staten), Pier-Luigi Nervi (Italië) en Bernard Zehrfuss (Frankrijk).
- 1960: Lancering van de Nubiëcampagne in Egypte, ter verplaatsing van de Grote Tempel van Aboe Simbel om te voorkomen dat deze wordt overspoeld door de Nijl na constructie van de Aswandam. Gedurende deze twintigjarige campagne worden 22 monumenten en architecturale complexen verplaatst. Dit is de eerste en grootste van een reeks campagnes, waaronder ook Moenjodaro (Pakistan), Fez (Marokko), Kathmandu (Nepal), Borobudur (Indonesië) en de Acropolis (Griekenland) vallen.
- 1968: UNESCO organiseert de eerste intergouvernementele conferentie over milieu en ontwikkeling, nu bekend als 'duurzame ontwikkeling'. Die leidt tot het opzetten van het Mens- en Biosfeerprogramma (MAB).
- 1972: De Werelderfgoedconventie wordt aangenomen. Het Werelderfgoedcomité wordt opgericht in 1976 en de eerste locaties worden in 1978 opgenomen op de Werelderfgoedlijst.
- 1974: Paus Paulus VI kent de Johannes XXIII Vredesprijs toe aan UNESCO.
- 1975: In Tokio wordt onder auspiciën van de VN en UNESCO de Universiteit van de Verenigde Naties opgericht.
- 1978: UNESCO neemt de Verklaring inzake Rassen en Rassendiscriminatie aan. Opeenvolgende rapporten van de directeur-generaal over dit onderwerp halen de pseudowetenschappelijke basis van racisme overtuigend onderuit.
- 1980: Publicatie van de eerste twee delen van de Algemene Geschiedenis van Afrika van UNESCO. Soortgelijke reeksen gaan over andere regio's, zoals Centraal-Azië en de Caraïben.
- 1984: De Verenigde Staten trekken zich een eerste maal[1] terug uit UNESCO, met als reden onvrede over het management en andere zaken. Het Verenigd Koninkrijk en Singapore volgen in 1985. Het budget van de organisatie daalt aanzienlijk.
- 1990: De Wereldconferentie over Onderwijs voor Allen in Jomtien in Thailand besluit tot een wereldwijde beweging ten behoeve van basisonderwijs voor alle kinderen, jongeren en volwassenen. Tien jaar later spreekt het Wereldonderwijsforum te Dakar een engagement uit voor het bereiken van basisonderwijs voor iedereen tegen het jaar 2015.
- 1992: Ontstaan van het Geheugen van de Wereldprogramma om onvervangbare bibliotheek- en archiefcollecties te beschermen. Thans omvat dit ook geluids-, film- en televisiearchieven.
- 1994: Zuid-Afrika keert onder leiding van Nelson Mandela terug binnen UNESCO.
- 1997: Het Verenigd Koninkrijk keert terug binnen UNESCO.
- 1998: De Universele Verklaring over het Menselijk Genoom en de Mensenrechten, die door UNESCO is ontwikkeld en in 1997 is aangenomen, wordt door de VN erkend.
- 1999: Directeur-generaal Koichiro Matsuura start hervormingen om de staf en de activiteiten van de Organisatie te herstructureren en decentraliseren.
- 2001: De Algemene Conferentie neemt de Universele Verklaring over Culturele Diversiteit aan.
- 2003: De Verenigde Staten keren terug binnen UNESCO, na een eerste terugtrekking in 1984.[1] De Algemene Conferentie neemt de Conventie ter bescherming van het Immaterieel Cultureel Erfgoed aan.
- 2005: De Algemene Conferentie neemt de Conventie over de Bescherming en Promotie van de Diversiteit van Culturele Expressies aan.
- 2007: Singapore keert terug binnen UNESCO.
- 2011: De Palestijnse Autoriteit wordt toegelaten als volledig lid van UNESCO.[2][3] Als reactie op het Palestijnse lidmaatschap heffen de Verenigde Staten en Israël al hun financieringen van de organisatie op.[4]
- 2013: Wegens het uitblijven van contributie is het stemrecht van de Verenigde Staten en Israël ingetrokken.
- 2017: De Verenigde Staten kondigen aan per 31 december 2018 uit UNESCO te stappen[5][6] na terugtrekking in 1984, en herintrede in 2003.[1] Israël zegt te volgen.[7]
- 2023: De Verenigde Staten keren een tweede maal[1] terug in de UNESCO.
- 2025: De Verenigde Staten trekken zich opnieuw terug uit de UNESCO, nu voor de derde keer.[1]

## Werkwijze
UNESCO vervult als gespecialiseerde VN-organisatie vijf rollen voor de wereldgemeenschap in het kader van de in de inleiding genoemde UNESCO-missie. Deze rollen zijn:
- Ideeënproeftuin, inclusief vooruitzien
- Regelgever
- Uitwisselingsplaats/coördinatiecentrum
- Mogelijkhedenschepper in lidstaten
- Katalysator voor internationale samenwerking

### Prioriteiten
UNESCO ziet twee wereldwijde prioriteiten: Afrika en gelijkheid tussen man en vrouw. Daarnaast is er aandacht voor de jeugd, de minst ontwikkelde landen, de kleine eilandstaatontwikkelingslanden, achtergestelde en buitengesloten groepen en de zwakste delen van een samenleving inclusief oorspronkelijke bevolkingsgroepen.

### Middellangetermijnstrategie
UNESCO werkt met een middellangetermijnstrategie die zes jaar omspant.

### Tweejarenprogramma
In de tweejarenprogramma's wordt de middellangetermijnstrategie uitgewerkt in concrete aanpakken voor de vijf UNESCO-aandachtsgebieden (onderwijs, natuurwetenschappen, sociale wetenschappen, cultuur en communicatie/informatie).

### Werelderfgoed
Een redelijk bekende activiteit van UNESCO is het werelderfgoedprogramma. Sinds 1972 stimuleert UNESCO de bescherming van werelderfgoed (World Heritage) door het opstellen van een werelderfgoedlijst door het Werelderfgoedcomité. Deze lijst bevat onroerende goederen met een uitzonderlijke en universele natuur- en/of cultuurwaarde. In 1992 is UNESCO gestart met het Memory of the World-programma, bedoeld om het wereldgeheugen te beschermen. Dit programma heeft in 1995 aanleiding gegeven tot de oprichting van de Werelderfgoedlijst voor documenten. Ook is er aandacht voor immaterieel erfgoed en onderwater cultuurerfgoed. Er staan op dit moment 1031 monumenten op de lijst van materiaal erfgoed van UNESCO en daarvan zijn er 48 bedreigd.

## Lijst van directeuren-generaal
1. Julian Huxley (Verenigd Koninkrijk, 1946–1948)
2. Jaime Torres Bodet (Mexico, 1948–1952)
3. John Wilkinson Taylor (Verenigde Staten, 1952–1953)
4. Luther Evans (Verenigde Staten, 1953–1958)
5. Vittorino Veronese (Italië, 1958–1961)
6. René Maheu (Frankrijk, 1961–1974)
7. Amadou-Mahtar M'Bow (Senegal, 1974–1987)
8. Federico Mayor Zaragoza (Spanje, 1987–1999)
9. Koïchiro Matsuura (Japan, 1999–2009)
10. Irina Bokova (Bulgarije, 2009–2017)
11. Audrey Azoulay[9] (Frankrijk, 2017– )